# NGC 2510
NGC 2510 je galaksija u zviježđu Malom psu.

## Vanjske poveznice
- SEDS: NGC 2510